# Autoba olivacea
Autoba olivacea là một loài bướm đêm trong họ Erebidae.